# U 69 (U-Boot, 1940)
U 69 war ein deutsches U-Boot vom Typ VII C, das im Zweiten Weltkrieg von der deutschen Kriegsmarine im Nord- und Westatlantik, sowie vor der spanischen und der Afrikanischen Küste eingesetzt wurde.

## Geschichte
Der Auftrag für das Boot wurde am 30. Mai 1938 an die Germaniawerft in Kiel vergeben. Die Kiellegung erfolgte am 11. November 1939 und der Stapellauf am 19. September 1940. Die Indienststellung unter Kapitänleutnant Jost Metzler fand schließlich am 2. November 1940 statt.
Das Boot gehörte nach seiner Indienststellung am 2. November 1940 bis zu seiner Versenkung am 17. Februar 1943 als Ausbildungs- bzw. Frontboot zur 7. U-Flottille und war in Kiel und in St. Nazaire stationiert. Das Boot war das erste vom Typ VII C, das von der Kriegsmarine eingesetzt wurde. Es konnte im Gegensatz zu älteren Bootstypen länger auf See bleiben und erreichte so einen größeren Aktionsradius. Der neue Typ hatte 14 Torpedos an Bord, eine 8,8-cm-Deckskanone gegen kleinere Ziele und eine Flugabwehrkanone gegen Flugzeuge. Wie die meisten deutschen U-Boote seiner Zeit führte auch U 69 bootsspezifische Zeichen und Bemalungen. Zunächst war der Turm des Bootes mit einigen Flaggen verziert, die den Ausdruck "Horridoh" umrahmten, im Sommer 1941 kam ein weiteres Zeichen hinzu: der Kopf einer lachenden Kuh, darunter der Schriftzug "La vache qui rit" (frz. "die lachende Kuh"). Als der Tod Günther Priens bekannt wurde, war angeordnet worden, dessen Bootsmaling, den sogenannten "Stier von Scapa Flow", zum Flottillenzeichen der 7. U-Flottille zu machen. Da dieses Motiv keinem der zu dieser Zeit auf U 69 anwesenden Besatzungsmitglieder bekannt war, nahm der 1. Wachoffizier, Oberleutnant z.S. Auffermann, das Markenzeichen einer französischen Käserei als Vorlage für das neue Turmemblem.

## Einsatzstatistik
Die Kommandanten von U 69, Metzler, Zahn und Gräf, versenkten auf zehn Unternehmungen 16 Schiffe mit insgesamt 72.945 BRT. Das Boot wurde über eine Zeitdauer von zwei Jahren eingesetzt. Dies machte es zu einem der langlebigsten, durchgehend operierenden deutschen U-Boote des Zweiten Weltkriegs.

### Erste Unternehmung
Das Boot lief am 10. Februar 1941 um 8:00 Uhr von Kiel aus und am 1. März 1941 in Lorient ein. Auf dieser 19 Tage dauernden Unternehmung legte das Boot zirka 3.600 sm über und 124 sm unter Wasser zurück. Auf dieser Unternehmung im Nordatlantik und westlich von Irland versenkte Kommandant Jost Metzler drei Schiffe mit zusammen 17.956 BRT.
- 17. Februar 1941: Versenkung des britischen Motorschiffes Siamese Prince (Lage) mit 8.456 BRT. Das Schiff wurde durch drei Torpedos versenkt. Es hatte Stückgut sowie acht Passagiere an Bord und befand sich auf dem Weg von New York nach Liverpool. Ein Passagier wurde getötet und 48 Personen überlebten. Beim Getöteten handelte es sich um den Unternehmer Albert Ernest Penfold, Gründer des Unternehmens Penfold Golf.
- 19. Februar 1941: Versenkung des britischen Dampfers Empire Blanda mit 5.693 BRT. Der Dampfer wurde durch einen G7e-Torpedo versenkt. Er hatte Stahl, Schrott sowie Sprengstoff geladen und befand sich auf dem Weg von Baltimore über Halifax nach Grangemouth. Das Schiff gehörte zum Konvoi HX-107 mit 26 Schiffen. Es war ein Totalverlust mit 40 Toten.
- 23. Februar 1941: Versenkung des norwegischen Dampfers Svein Jarl (Lage) mit 1.908 BRT. Der Dampfer wurde durch einen G7e-Torpedo versenkt. Er hatte eine unbekannte Ladung und war auf dem Weg von Methil über Oban nach Halifax (Nova Scotia). Das Schiff gehörte zum Konvoi OB-288.

### Zweite Unternehmung
Das Boot lief am 18. März 1941 um 19:30 Uhr von Lorient aus und am 11. April 1941 um 16:30 Uhr wieder dort ein. Auf dieser 24 Tage dauernden Unternehmung legte das Boot 4.327 sm über und 182 sm unter Wasser zurück. Die Unternehmung führte das Boot in den Nordatlantik, westlich von Irland und südlich von Island. Kommandant Metzler versenkte ein Schiff mit 3.759 BRT und beschädigte ein Schiff mit 4.887 BRT.
- 30. März 1941: Versenkung des britischen Dampfers Coultarn (Lage) mit 3.759 BRT. Der Dampfer wurde durch zwei Torpedos versenkt. Er fuhr in Ballast und war auf dem Weg von Hull nach Mobile. Das Schiff gehörte zum Konvoi OB-302 mit 32 Schiffen. Es gab drei Tote und 39 Überlebende.
- 3. April 1941: Beschädigung des britischen Dampfers Thirlby mit 4.887 BRT. Der Dampfer wurde durch einen Torpedo beschädigt. Er hatte Weizen geladen und war auf dem Weg von Saint John nach Hull. Das Schiff war ein Nachzügler des Konvois SC-26.

### Dritte Unternehmung
Das Boot lief am 5. Mai 1941 um 21:00 Uhr von Lorient aus und am 8. Juli 1941 um 15:00 Uhr in St. Nazaire ein. U 69 ergänzte am 19. Mai 1941 von dem Dampfer Egerland Brennstoff und Proviant. Am 18. Juni 1941 wurde an U 103 700 l Schmieröl abgegeben, und von U 107 Proviant übernommen. Von U A erhielt U 69 Schlüsselunterlagen. Am 30. Juni 1941 wurde in Las Palmas de Gran Canaria Brennstoff und Proviant ergänzt. Auf dieser 64 Tage dauernden Unternehmung legte das Boot 11.749 sm über und 118 sm unter Wasser zurück. Im Laufe der Unternehmung – bei der auch vier TMC-Minen im Hafen von Takoradi und acht TMC-Minen im Hafen von Lagos gelegt wurden – patrouillierte das Boot im Mittelatlantik um die Kanaren, vor Freetown, den Kapverden und Las Palmas. Kommandant Metzler versenkte sieben Schiffe mit zusammen 33.868 BRT.
- 21. Mai 1941: Versenkung des US-amerikanischen Dampfers Robin Moor (Lage) mit 4.999 BRT gegen den ausdrücklichen Befehl Hitlers keine amerikanischen Schiffe anzugreifen. Der Dampfer wurde durch einen Torpedo und Artillerie versenkt. Er hatte Stückgut und Flugzeuge geladen und befand sich auf dem Weg von New York nach Kapstadt. Es gab keine Verluste und 34 Überlebende. Die neutralen Vereinigten Staaten reagierten zur Erleichterung Berlins zurückhaltend auf den Vorfall.[3]
- 21. Mai 1941: Versenkung des britischen Dampfers Tewkesbury (Lage) mit 4.601 BRT. Der Dampfer wurde durch Artillerie und einen Torpedo versenkt. Er hatte 1.928 t Dosenfleisch, 2.000 t Weizen sowie 3.548 t Stückgut geladen und befand sich auf dem Weg von Rosario und Montevideo über St. Vincent nach Oban. Es gab keine Verluste und 42 Überlebende.
- 31. Mai 1941: Versenkung des britischen Dampfers Sangara (Lage) mit 5.445 BRT. Der Dampfer wurde durch einen Torpedo versenkt. Er hatte Stückgut geladen und war auf dem Weg nach Lagos. Das Schiff lag vor Anker auf Reede vor Accra. Es sank auf zehn Meter Wassertiefe, wurde gehoben und repariert. Er wurde 1947 wieder in Dienst genommen.
- 4. Juni 1941: Versenkung des britischen Baggers Robert Hughes mit 2.879 BRT. Der Bagger wurde durch einen Minentreffer in der Hafeneinfahrt von Lagos versenkt.
- 27. Juni 1941: Versenkung des britischen Dampfer River Luga (Lage) mit 5.423 BRT. Der Dampfer wurde durch einen G7a-Torpedo versenkt. Er hatte 9.259 t Eisenerz geladen und war auf dem Weg von Pepel (Sierra Leone) über Freetown (Sierra Leone) nach Barry Roads. Das Schiff gehörte zum Konvoi SL-76 mit 60 Schiffen. Es gab 39 Tote und sechs Überlebende.
- 27. Juni 1941: Versenkung des britischen Dampfers Empire Ability (Lage) mit 7.603 BRT. Der Dampfer wurde durch einen G7e-Torpedo versenkt. Er hatte 7.725 t Zucker, 400 t Getreide, 238 t Rum, 35 t Fasern sowie 17 Mann Militärpersonal und 27 Passagiere an Bord und war auf dem Weg von Port Louis über Freetown (Sierra Leone) nach Liverpool. Das Schiff gehörte zum Konvoi SL-76. Es gab zwei Tote; 63 Besatzungsmitglieder, 17 Mann Militärpersonal und 27 Passagiere wurden gerettet.
- 4. Juli 1941: Versenkung des britischen Dampfers Robert L. Holt (Lage) mit 2.918 BRT. Der Dampfer wurde durch Artillerie versenkt. Er fuhr in Ballast und war auf dem Weg von Liverpool nach Warri. Das Schiff gehörte zum aufgelösten Konvoi OB-337 mit 44 Schiffen. Es war ein Totalverlust mit 49 Toten.

### Vierte Unternehmung
Das Boot lief am 21. August 1941 um 17:00 Uhr von St. Nazaire aus und am 27. August 1941 um 21:00 Uhr wieder dort ein. Die Unternehmung musste wegen der Erkrankung des Kommandanten Jost Metzler abgebrochen werden. An seiner statt übernahm der 1 Wachoffizier des Bootes, Hans-Jürgen Auffermann das Kommando und brachte U 69 nach St. Nazaire zurück. Auf dieser sieben Tage dauernden Unternehmung legte das Boot zirka 1.350 sm über und 30 sm unter Wasser zurück. Es verließ die Biscaya nicht, zudem wurden keine Schiffe versenkt oder beschädigt.

### Fünfte Unternehmung
Unter dem Kommando des neuen Kommandanten Wilhelm Zahn lief das Boot am 1. September 1941 um 14:30 Uhr von St. Nazaire aus und am 1. Oktober 1941 um 16:30 Uhr wieder dort ein. Auf dieser 31 Tage dauernden Unternehmung legte das Boot zirka 5.300 sm über und 177 sm unter Wasser zurück. Die Unternehmung führte das Boot in den Nordatlantik nordwestlich der Hebriden und südöstlich von Kap Farewell. Kommandant Zahn versenkte oder beschädigte auf dieser Fahrt keine Schiffe.

### Sechste Unternehmung
Das Boot lief am 30. Oktober 1941 um 14:00 Uhr von St. Nazaire aus und am 8. Dezember 1941 um 12:00 Uhr wieder dort ein. Das Boot gehörte zur Gruppe „Störtebeker“. Auf dieser 39 Tage dauernden und zirka 5.500 sm über und 137 sm unter Wasser langen Unternehmung in den Nordatlantik westlich von Spanien und vor Gibraltar wurden keine Schiffe versenkt oder beschädigt.

### Siebente Unternehmung
Das Boot lief am 18. Januar 1942 um 17:00 Uhr von St. Nazaire aus und am 17. März 1942 um 10:00 Uhr wieder dort ein. U 69 musste am 26. Januar 1942 wegen einer starken Ölspur zurück nach St. Nazaire, es lief am 31. Januar 1942 um 17:30 Uhr wieder aus. Auf dieser 54 Tage dauernden und zirka 8.470 sm über und 339 sm unter Wasser langen Unternehmung in den Westatlantik um Neufundland wurden keine Schiffe versenkt oder beschädigt. Am 31. März übernahm Oberleutnant zur See Ulrich Gräf das Kommando auf U 69. Gräf hatte zuvor das Schulboot U 23 kommandiert. Der vormalige Kommandant Zahn wechselte in den Stab des 2. Admirals der Unterseeboote Hans-Georg von Friedeburg in Kiel.

### Achte Unternehmung
Das Boot lief am 12. April 1942 um 15:30 Uhr von St. Nazaire aus und am 25. Juni 1942 wieder dort ein. U 69 übernahm am 29. April 1942 von U 459 32 m³ Brennstoff und Proviant. Auf dieser 74 Tage dauernden und 10.696 sm über und 404 sm unter Wasser langen Unternehmung in den Westatlantik und die Karibik wurden vier Schiffe mit insgesamt 11.976 BRT versenkt.
- 1. Mai 1942: Versenkung des britischen Segelschiffes James E. Newsom (Lage) mit 671 BRT. Der Segler wurde durch Artillerie versenkt. Er hatte Sirup geladen und war auf dem Weg von Barbados nach St. John’s. Es gab keine Verluste und neun Überlebende.
- 12. Mai 1942: Versenkung des norwegischen Tankers Lise (Lage) mit 6.826 BRT. Der Tanker wurde durch Artillerie und zwei Torpedos versenkt. Er fuhr in Ballast und war auf dem Weg von Southampton nach Curaçao. Es gab zwölf Tote und 21 Überlebende.
- 13. Mai 1942: Versenkung des US-amerikanischen Dampfers Norlantic (Lage) mit 2.606 BRT. Der Dampfer wurde durch Artillerie und einen Torpedo versenkt. Er hatte 3.800 t Stückgut, Eisenrohre sowie Zement geladen und befand sich auf dem Weg von Pensacola nach Puerto La Cruz. Es gab elf Tote und 19 Überlebende.
- 21. Mai 1942: Versenkung des kanadischen Dampfer Torondoc (Lage) mit 1.927 BRT. Der Dampfer wurde durch einen Torpedo versenkt. Er hatte Bauxit geladen und befand sich auf dem Weg von St. Thomas nach Trinidad. Es war ein Totalverlust mit 21 Toten.

### Neunte Unternehmung
Das Boot lief am 15. August 1942 um 11:00 Uhr von St. Nazaire aus und am 5. November 1942 um 10:15 Uhr in Lorient ein. U 69 übernahm am 25. Oktober 1942 von U 463 12 m³ Brennstoff und Proviant. Auf dieser 83 Tage dauernden und zirka 9.837 sm über und 1.036 sm unter Wasser langen Unternehmung, bei der auch zwölf TMB-Minen östlich Virginia Beach gelegt wurden, in den Westatlantik, die Chesapeake Bay und Nova Scotia wurden zwei Schiffe mit zusammen 4.597 BRT versenkt.
- 9. Oktober 1942: Versenkung des kanadischen Dampfers Carolus (Lage) mit 2.375 BRT. Der Dampfer wurde durch einen Torpedo versenkt. Er hatte eine unbekannte Ladung und befand sich auf dem Weg nach Montreal. Das Schiff gehörte zum Konvoi NL-9 mit vier Schiffen. Es gab elf Tote und 19 Überlebende.
- 14. Oktober 1942: Versenkung der kanadischen Dampffähre Caribou (Lage) mit 2.222 BRT. Die Fähre wurde durch einen Torpedo versenkt. Sie hatte 46 Besatzungsmitglieder, 118 Mann Militärpersonal und 73 Passagiere an Bord und befand sich auf dem Weg von Sydney (Kap-Breton-Insel) nach Port aux Basques (Neufundland). Die Fähre gehörte zum Konvoi NL-9. 31 Besatzungsmitglieder, 57 Mann Militärpersonal und 48 Passagiere kamen ums Leben. 15 Besatzungsmitglieder, 61 Mann Militärpersonal und 25 Passagiere wurden gerettet.

#### Versenkung derCaribou

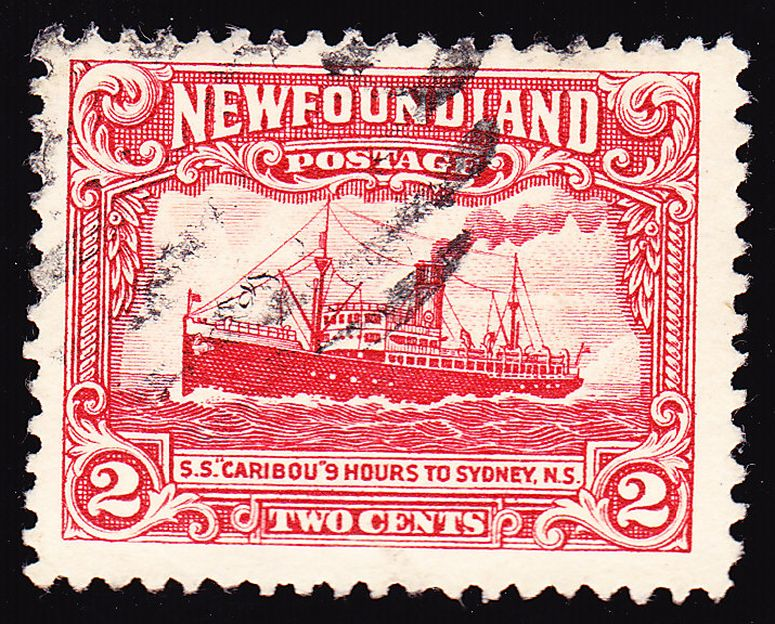
Caribou als Briefmarkenmotiv

Am 14. Oktober 1942 um 3:30 Uhr versenkte U 69 die Caribou in der Cabotstraße. Beim Untergang dieser unbewaffneten Passagierfähre kamen 136 Menschen um. Die Caribou war im regelmäßigen Liniendienst als Fähre an der Küste Neufundlands unterwegs. U 69 hatte sich bereits einige Tage in der Gegend um die Mündung des Sankt-Lorenz-Stroms aufgehalten. Kommandant Gräf hatte am Vortag schon die kanadische Carolus versenkt, die geschützt von Anti-submarine-warfare-Schiffen (ASW), stromaufwärts unterwegs war. Früh am Morgen des 14. Oktober sichtete die Turmwache des Bootes die SS Caribou hauptsächlich durch deren enormen Rauchausstoß. Die Caribou hatte neben den zivilen Passagieren auch 118 Militärangehörige an Bord und war durch den Minensucher Grandmére geschützt. Sie hatte wenige Stunden zuvor das kanadische Sydney in Richtung Port-aux-Basques verlassen. Das Schiff hatte neben dem Schutz durch die Grandmére von der Royal Canadian Navy die Anweisung erhalten, ohne Licht zu reisen, um keine Aufmerksamkeit zu erregen. Die HMCS Grandmére ihrerseits war ein bewaffneter Minensucher der Bangor-Klasse, der zu einem Rammstoß ansetzte, als die Besatzung U 69 nach der Torpedierung der Fähre entdeckte, und dann mit 18 Wasserbomben angriff. Am Morgen erreichten weitere ASW-Schiffe das Seegebiet und unterstützten die Grandmére bei der Jagd auf das deutsche U-Boot, das sich durch mehrstündiges Tauchen und Schleichfahrt den Verfolgern entziehen konnte. Die Entlastung durch diese Verstärkung ermöglichte es der Grandmére, sich um die Bergung der Schiffbrüchigen der Caribou zu kümmern. Der Minensucher nahm in der Folge 103 Personen auf. 136 Menschen, darunter viele Frauen und Kinder, waren bei der Versenkung der Fähre gestorben. Damit war Ulrich Gräf der deutsche U-Bootkommandant, der sowohl am weitesten den St.-Lorenz-Strom flussaufwärts gefahren war, als auch die meisten Zivilisten getötet hatte. Der Kommandant der Grandmère, Lt. James Cuthbert, wurde später kritisiert, sich, statt um das deutsche U-Boot, um die Rettung der Schiffbrüchigen gekümmert zu haben. Dafür wurde er insbesondere deshalb kritisiert, weil sein eigenes Schiff hätte versenkt werden können. Cuthbert lehnte es ab, sich für sein Verhalten zu entschuldigen, denn er rettete damit zahlreiche Menschenleben.

### Zehnte Unternehmung
Das Boot lief am 2. Januar 1943 von Lorient aus und wurde am 17. Februar 1943 im Nordatlantik versenkt. Auf dieser 46 Tage dauernden Unternehmung in den Nordatlantik südöstlich von Grönland und nordöstlich von Neufundland wurden keine Schiffe versenkt oder beschädigt.

## Verbleib
U 69 wurde am 17. Februar 1943 in der Nähe des Konvois ONS-165 im westlichen Nordatlantik durch Huff-Duff angepeilt. Wasserbomben zwangen es zum Auftauchen, woraufhin der britische Zerstörer Fame es rammte und auf der Position 50° 36′ N, 41° 7′ W im Marine-Planquadrat BC 3243 versenkte. Alle 46 Besatzungsmitglieder kamen dabei ums Leben. Bis dahin war während der Dienstzeit des Bootes keines seiner Besatzungsmitglieder ums Leben gekommen.